# Patellapis liodoma
Patellapis liodoma är en biart som först beskrevs av Joseph Vachal 1894.  Patellapis liodoma ingår i släktet Patellapis och familjen vägbin. Inga underarter finns listade i Catalogue of Life.